# Andisheh (oraș)
Andisheh este un oraș din Iran.